# Wei (Name)
Wei ist ein chinesischer Vor- und Familienname.

## Namensträger

### Vorname
- Tu Wei-ming (* 1940), chinesischer Philosoph und Hochschullehrer
- Wu Wei (Musiker) (* 1970), chinesischer Musiker
- Wu Wei (Architekt) (* 1971), chinesischer Architekt
- Wu Wei (* 1981), Badmintonspieler aus Hongkong, siehe Ng Wei
- Zhao Wei (* 1976), chinesische Schauspielerin

### Familienname
- Wei Bin Ow Yeong (* 1998), singapurischer Hürdenläufer
- Wei Boyang, daoistischer Unsterblicher in China
- Wei Changhui (1814–1864), Anführer des Taiping-Aufstands
- Wei Chen-yang (* 1992), taiwanischer Taekwondoin
- Wei Chenzu (1885–1942), chinesischer Diplomat
- Wei Chun-heng (* 1994), taiwanischer Bogenschütze
- Ching Wei (* 1985), Schwimmer aus Amerikanisch-Samoa
- Wei Fanan (* 1941), chinesischer Botaniker
- Wei Fenghe (* 1954), chinesischer General und Politiker
- Wei Guan (220–291), chinesischer Beamter
- Wei Guangqing (* 1963), chinesischer Maler
- Guo Wei (Herrscher) (904–954), chinesischer Kaiser
- Guo Wei (Eishockeyspielerin) (* 1969), chinesische Eishockeyspielerin
- Guo Wei (Leichtathlet) (* 1982), chinesischer Leichtathlet im Behindertensport
- Guo Wei (Shorttracker) (* 1983), chinesischer Shorttracker
- Guo Wei (Fußballspieler) (* 1989), chinesischer Fußballspieler
- Wei Guoqing (1913–1989), chinesischer General und Parteifunktionär (KPC)
- Isabella Wei (* 2004), Schauspielerin aus Hong Kong
- Wei Jianxing (1931–2015), chinesischer Politiker
- Wei Jingsheng (* 1950), chinesischer Dissident
- Wei Lijie (Tischtennisspielerin), chinesische Tischtennisspielerin
- Wei Lijie (Paläontologin) (* 1974), chinesische Paläontologin und Stratigraphin
- Wei Man, chinesischer General
- Wei Meng (* 1989), chinesische Sportschützin
- Na Wei (* 1978), chinesische Architektin
- Wei Nan (* 1984), Badmintonspieler aus Hongkong
- Nat Wei, Baron Wei (* 1977), britischer Adliger und Politiker
- Wei Ning (* 1982), chinesische Sportschützin
- Pei-Yuan Wei († 2023), Software-Entwickler und Künstler
- Wei Qingguang (* 1962), chinesischer und japanischer Tischtennisspieler
- Wei Qiuyue (* 1988), chinesische Volleyballspielerin
- Wei Ruike (* 1991), chinesisch-kanadischer Eishockeyspieler, siehe Ethan Werek
- Wei Shihao (Fußballspieler) (* 1995), chinesischer Fußballspieler
- Wei Shihao (Tischtennisspieler) (* 1998), kroatischer Tischtennisspieler
- Wei Sijia (* 2003), chinesische Tennisspielerin
- Wei Tai-sheng (* 2000), taiwanischer Sprinter
- Wei Tao-ming (1899–1978), taiwanischer Politiker und Diplomat
- Wei Te-sheng (* 1969), taiwanischer Regisseur und Drehbuchautor
- Wei Tingting, chinesische Feministin und Homosexualitätsaktivistin
- Wei Wei (Schriftsteller) (1920–2008), chinesischer Schriftsteller
- Wei Wei (Sängerin) (* 1963), chinesische Sängerin
- Wei Wenhua (1967–2008), chinesischer Journalist
- Wei Xiaojie (* 1989), chinesische Marathonläuferin
- Wei Xin (Fußballspieler, 1977) (* 1977), chinesischer Fußballspieler und -trainer
- Wei Xin (Fußballspieler, 1995) (* 1995), chinesischer Fußballspieler
- Wei Xu, chinesischer General
- Wei Yan († 234), chinesischer General
- Wei Yan (Badminton) (* 1962), taiwanischer Badmintonspieler
- Wei Yanan (* 1981), chinesische Marathonläuferin
- Wei Yi (* 1999), chinesischer Schachspieler
- Wei Yi-ching (* 1998), taiwanischer Sprinter
- Wei Yili (* 1982), chinesische Badmintonspielerin
- Wei Yongli (* 1991), chinesische Sprinterin
- Wei Yuan (1794–1857), chinesischer Gelehrter
- Wei Zhanlan (* 1998), chinesische Tennisspielerin
- Wei Zheng (580–643), chinesischer Politiker und Berater

### Pseudonym
- Wei Wu Wei (Terence James Stannus Gray; 1895–1986), britischer Theaterproduzent